# 園田湖城
園田 湖城（そのだ こじょう、男性、明治19年（1886年）12月31日 - 昭和43年（1968年）8月25日）は、近代日本の篆刻家である。
本名は耕作（後に穆に改名）、字は清卿、号は湖城の他に平盦がある。

## 略歴
滋賀県大津市出身。京都の藤井有鄰館の主事となる。書画の鑑定に精しく中国文物の収集を任されている。富岡鉄斎・内藤湖南らと交流し、森琴石らと平安印会を興した。門弟に加藤慈雨楼、水野恵らがいる。園田は古官印の研究をする時、官印には役人のさまざまな人生が投影されていることに思いを馳せ、香を焚きながら印譜作成に臨んだことが伝えられ記されている。

## 著作
- 『瑞雲集』1915年
- 『平盦蔵印』1921年
- 『篆府』1931年
- 『古鉥印々』1937年
- 『黄龍硯斎周秦古鉥』1938年
- 『黄龍硯斎周秦古鉥続』1940年
- 『平盦蔵古官印』1941年
- 『穆如清風室攷蔵古官印』1948年
- 『平盦古官印偶存』1955年
- 『穆如清風室蔵古璽印選』1964年

### 編集
- 『梅華室印賞』
- 『靄々荘蔵古璽印』